# 4619 Polyakhova
4619 Polyakhova eller 1977 RB7 är en asteroid i huvudbältet som upptäcktes den 11 september 1977 av den rysk-sovjetiske astronomen Nikolaj Tjernych vid Krims astrofysiska observatorium på Krim. Den har fått sitt namn efter Elena Palyakhova.
Asteroiden har en diameter på ungefär 9 kilometer.